# Chenouai
I Chenouai (in berbero: Ichenwiyen. in arabo: شناوة) sono un gruppo etnico berbero che vive nella regione di Tipasa nel nord dell'Algeria, essi parlano la lingua chenoua una varietà di berbero molto simile a quella parlata dai chaoui gli abitanti dell'Aurès.